# Lerone Murphy
Lerone Murphy (Manchester, 22 de julho de 1991) é um lutador inglês de artes marciais mistas (MMA) que atualmente compete na categoria peso-pena do Ultimate Fighting Championship (UFC). Em 19 de agosto de 2025, ele era o 4º no ranking dos penas do UFC.

## Biografia
Murphy, que nasceu e foi criado em Old Trafford, frequentou a St Edward's Primary School em Rusholme e a St Mary's Levenshulme e St Anne's High Catholic High School em Heaton Chapel, Stockport. Ele havia sido um jogador de futebol promissor, que fez testes para o Liverpool F.C. e treinou com Stockport County e FC United na adolescência, até que, aos 16 anos, sofreu uma grave lesão no joelho que encerrou prematuramente seus sonhos no futebol. Sendo sobrinho do falecido treinador de boxe de Manchester, Oliver Harrison, que treinou nomes como Amir Khan e Rocky Fielding, Murphy chegou a treinar um pouco de boxe, mas iniciou seu treinamento de MMA quando entrou na academia All Powers.
Em um sábado, 25 de maio de 2013, Lerone, que tinha acabado de sair de uma barbearia na Lloyd Street South, no subúrbio de Fallowfield, em Manchester, foi baleado por um atirador. Lerone foi atingido por três balas, sendo atingido no rosto e no pescoço duas vezes. Devido aos ferimentos, Murphy teve que colocar um conjunto de dentes protéticos e tem um pequeno fragmento de bala permanentemente alojado em sua língua.

## Carreira nas artes marciais mistas

### Início de carreira
Fazendo sua estreia no MMA no FCC 15, ele enfrentou Martin Fouda e o derrotou por decisão unânime. Murphy passou a derrotar Tyler Thomas no Tanko FC 3, Jamie Lee no FCC 18, Nathan Thompson no FCC 19 e Terry Doyle no FightStar Championship 14, todos por nocaute técnico no primeiro round. Ele derrotou seus dois oponentes seguintes por decisão unânime; James McErlean no Evolution Of Combat Fight Night 2 e Anton De Paepe no Celtic Gladiator 22. Em sua última aparição no cenário regional do Reino Unido, Murphy ganhou o Cinturão Peso-Pena do FCC no FCC 23 contra Manolo Schianna por nocaute técnico no primeiro round.

### Ultimate Fighting Championship

#### 2019
Murphy fez sua estreia no UFC contra Zubaira Tukhugov em 7 de setembro de 2019, no UFC 242. A luta disputada terminou em um empate dividido, com um juiz dando a cada lutador uma vitória por 29–28 e o terceiro vendo como um empate por 28–28.

#### 2020
Murphy enfrentou Ricardo Ramos em 16 de julho de 2020, no UFC on ESPN: Kattar vs. Ige. Ele venceu a luta por nocaute técnico no primeiro round, ganhando um bônus de Performance da Noite.
Após sua segunda luta na organização, Murphy renovou seu contrato com o UFC.

#### 2021
Murphy enfrentou Douglas Silva de Andrade em 20 de janeiro de 2021, no UFC on ESPN: Chiesa vs. Magny. Ele venceu a luta por decisão unânime.
Murphy estava agendado para enfrentar Charles Jourdain em 4 de setembro de 2021, no UFC Fight Night: Brunson vs. Till. No entanto, Murphy foi retirado do evento por problemas com o visto e foi substituído por Julian Erosa.
Substituindo o lesionado Tristan Connelly, Murphy entrou com pouco tempo de aviso contra Makwan Amirkhani no UFC 267 em 30 de outubro de 2021. Murphy venceu a luta por nocaute no início do segundo round.

#### 2022
Murphy estava agendado para enfrentar Nate Landwehr em 26 de março de 2022, no UFC on ESPN: Blaydes vs. Daukaus. No entanto, Murphy se retirou da luta por motivos não revelados e foi substituído por David Onama.

#### 2023
Murphy estava agendado para enfrentar Nathaniel Wood em 18 de março de 2023, no UFC 286. No entanto, Wood foi forçado a se retirar do evento devido a uma lesão na perna e foi substituído pelo estreante no UFC Gabriel Santos. Murphy venceu a luta por decisão dividida.
Murphy enfrentou Joshua Culibao em 22 de julho de 2023, no UFC Fight Night: Aspinall vs. Tybura. Ele venceu a luta por decisão unânime.

#### 2024
Murphy estava agendado para enfrentar Dan Ige em 10 de fevereiro de 2024, no UFC Fight Night: Hermansson vs. Pyfer. No entanto, Murphy se retirou em meados de janeiro devido a uma lesão não divulgada.
Murphy enfrentou Edson Barboza em 18 de maio de 2024, no UFC Fight Night: Barboza vs. Murphy. Ele venceu a luta por decisão unânime. Esta luta lhe rendeu o prêmio de Luta da Noite.
Murphy enfrentou Dan Ige em 26 de outubro de 2024, no UFC 308. Ele venceu a luta por decisão unânime.

#### 2025
Murphy enfrentou o ex-desafiante ao cinturão interino peso-pena do UFC Josh Emmett em 5 de abril de 2025, na luta principal do UFC on ESPN: Emmett vs. Murphy. Ele venceu a luta por decisão unânime.
Murphy enfrentou o estreante na organização Aaron Pico em 16 de agosto de 2025, no co-evento principal do UFC 319. Ele venceu a luta por nocaute com uma cotovelada giratória no primeiro round. Esta vitória rendeu a Murphy seu segundo prêmio de Performance da Noite.

## Campeonatos e realizações

### Artes marciais mistas
- Full Contact Contender
  - Campeonato Peso-Pena do FCC (Uma vez)[6]

- Ultimate Fighting Championship
  - Luta da Noite (duas vezes) vs. Edson Barboza[31]
  - Performance da Noite (uma vez) vs. Ricardo Ramos e Aaron Pico[11][38]
  - Quarta maior sequência de vitórias na história da divisão peso-pena do UFC (8)[39]

- MMAjunkie.com
  - 2021: Nocaute do Mês de Outubro vs. Makwan Amirkhani[40]

## Cartel no MMA
| Cartel no MMA   |             |           |
| 18 lutas        | 17 vitórias | 0 derrota |
| Por nocaute     | 8           | 0         |
| Por finalização | 0           | 0         |
| Por decisão     | 9           | 0         |
| Empates         | 1           | 1         |

| Res.    | Cartel | Oponente                   | Método                         | Evento                               | Data       | Round | Tempo | Local             | Notas                               |
| ------- | ------ | -------------------------- | ------------------------------ | ------------------------------------ | ---------- | ----- | ----- | ----------------- | ----------------------------------- |
| Vitória | 17–0–1 | Aaron Pico                 | Nocaute (cotovelada giratória) | UFC 319: du Plessis vs. Chimaev      | 16/08/2025 | 1     | 3:21  | Chicago, Illinois | Performance da Noite.               |
| Vitória | 16–0–1 | Josh Emmett                | Decisão (unânime)              | UFC on ESPN: Emmett vs. Murphy       | 05/04/2025 | 5     | 5:00  | Las Vegas, Nevada |                                     |
| Vitória | 15–0–1 | Dan Ige                    | Decisão (unânime)              | UFC 308: Topuria vs. Holloway        | 26/10/2024 | 3     | 5:00  | Abu Dhabi         |                                     |
| Vitória | 14–0–1 | Edson Barboza              | Decisão (unânime)              | UFC Fight Night: Barboza vs. Murphy  | 18/05/2024 | 5     | 5:00  | Las Vegas, Nevada | Luta da Noite.                      |
| Vitória | 13–0–1 | Joshua Culibao             | Decisão (unânime)              | UFC Fight Night: Aspinall vs. Tybura | 22/07/2023 | 3     | 5:00  | Londres           |                                     |
| Vitória | 12–0–1 | Gabriel Santos             | Decisão (dividida)             | UFC 286: Edwards vs. Usman 3         | 18/03/2023 | 3     | 5:00  | Londres           |                                     |
| Vitória | 11–0–1 | Makwan Amirkhani           | Nocaute (joelhada)             | UFC 267: Błachowicz vs. Teixeira     | 30/10/2021 | 2     | 0:14  | Abu Dhabi         |                                     |
| Vitória | 10–0–1 | Douglas Silva de Andrade   | Decisão (unânime)              | UFC on ESPN: Chiesa vs. Magny        | 20/01/2021 | 3     | 5:00  | Abu Dhabi         |                                     |
| Vitória | 9–0–1  | Ricardo Ramos              | Nocaute Técnico (socos)        | UFC on ESPN: Kattar vs. Ige          | 16/07/2020 | 1     | 4:18  | Abu Dhabi         | Performance da Noite.               |
| Empate  | 8–0–1  | Zubaira Tukhugov           | Empate (dividido)              | UFC 242: Khabib vs. Poirier          | 07/09/2019 | 3     | 5:00  | Abu Dhabi         |                                     |
| Vitória | 8–0    | Manolo Scianna             | Nocaute Técnico (socos)        | Full Contact Contender 23            | 18/05/2019 | 1     | 2:22  | Bolton            | Ganhou o Cinturão Peso-Pena do FCC. |
| Vitória | 7–0    | Ayton De Paepe             | Decisão (unânime)              | Celtic Gladiator 22                  | 30/11/2018 | 3     | 5:00  | Manchester        |                                     |
| Vitória | 6–0    | James McErlean             | Decisão (unânime)              | Evolution of Combat: Fight Night 2   | 01/09/2018 | 3     | 5:00  | Morecambe         |                                     |
| Vitória | 5–0    | Terry Doyle                | Nocaute Técnico (socos)        | FightStar Championship 14            | 14/04/2018 | 1     | 0:42  | Londres           | Estreia no peso-pena.               |
| Vitória | 4–0    | Nathan Thompson            | Nocaute Técnico (socos)        | Full Contact Contender 19            | 30/09/2017 | 1     | 0:48  | Bolton            |                                     |
| Vitória | 3–0    | Jamie Lee                  | Nocaute Técnico (socos)        | Full Contact Contender 18            | 15/04/2017 | 1     | 3:55  | Bolton            |                                     |
| Vitória | 2–0    | Tyler John Thomas          | Nocaute Técnico (socos)        | Tankō FC 3                           | 11/02/2017 | 1     | 1:55  | Manchester        |                                     |
| Vitória | 1–0    | Martin Fouda Afana Bipouna | Decisão (unânime)              | Full Contact Contender 15            | 05/03/2016 | 3     | 5:00  | Bolton            | Estreia no peso-leve.               |